# Синагога Нахлас Еліезер
Нахлас Еліезер — зруйнована синагога міста Одеси, що знаходилася на Пересипі за адресою вул. Одарія, 7. За радянських часів існувала як єдина діюча синагога міста Одеси.

## Історія
Наприкінці XIX століття єврейське населення Одеси стрімко зростало. Однак незважаючи на велику кількість синагог, такий район, як Пересип не мав свого храму. На початку 1890-х років єврейська громада «Нахлас Еліезер» розпочала збір коштів на розбудову своєї синагоги. Великий фінансовий внесок, між інших, надав купець Лейзер Клебман. Подальші півстоліття ця синагога була місцем молитви для переважно найбіднішої частини єврейського населення Одеси, переважно биндюжників.
З приходом радянської влади була розпочата боротьба із релігією. У 1920 році синагога «Нахлас Еліезер» була закрита, як і більшість інших. У 1954 році в місті закрита остання синагога в центрі міста (на Італійській), і відповідно єврейська громада дістала дозвіл на відновлення функціювання синагоги Нахлас Еліезер. Так, попри велику кількість єврейського населення, до 1989 року вона лишалася єдиною діючою синагогою Одеси. Відновлення храму відбувалося на пожертви прихожан, а також завдяки зусиллям рабина Дімента. Тут була також працювала пекарня для випічки маци.
Однак, до того часу вже нечисельна спільнота євреїв Одеси, не мала достатніх коштів на утримання старої будівлі в належному стані. Влітку 1992 велика частина старої будівлі, а саме молитовна зала із висотою стелі до 25 метрів, обвалилася. Залишилася лише будівля пекарні та деякі господарські блоки. На щастя, людських жертв не було. Вдалося також врятувати сувої Тори.
Наразі синагога знаходиться у жалюгідному стані. Зруйнована зала поросла рослинністю. Біля східної стіни, яка частково збереглася, збереглися рештки арон га-Кодеш (ковчег для зберігання сувоїв Тори). Також збереглася зіпсована електрична ханукія та інші предмети культу. Єврейська громада Одеси постійно порушує питання про повернення громаді будівлі синагоги, але на її відновлення потрібні великі кошти, яких у громади бракує.
На початку серпня 2025 через російську повітряну атаку синагогу пошкоджено. Будівля спалахнула після нальоту безпілотників, що посилило її й без того занедбаний стан.

## Галерея

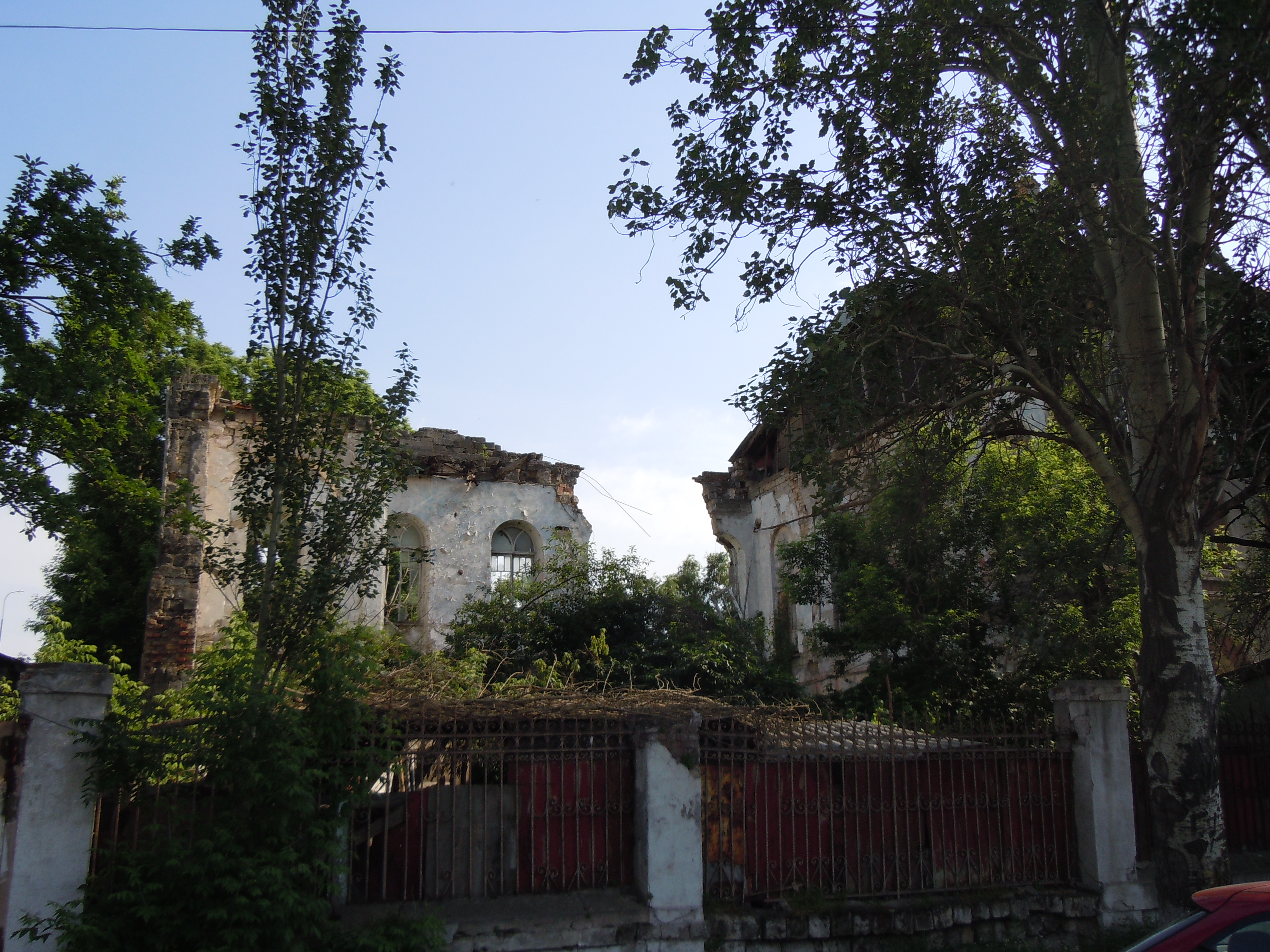
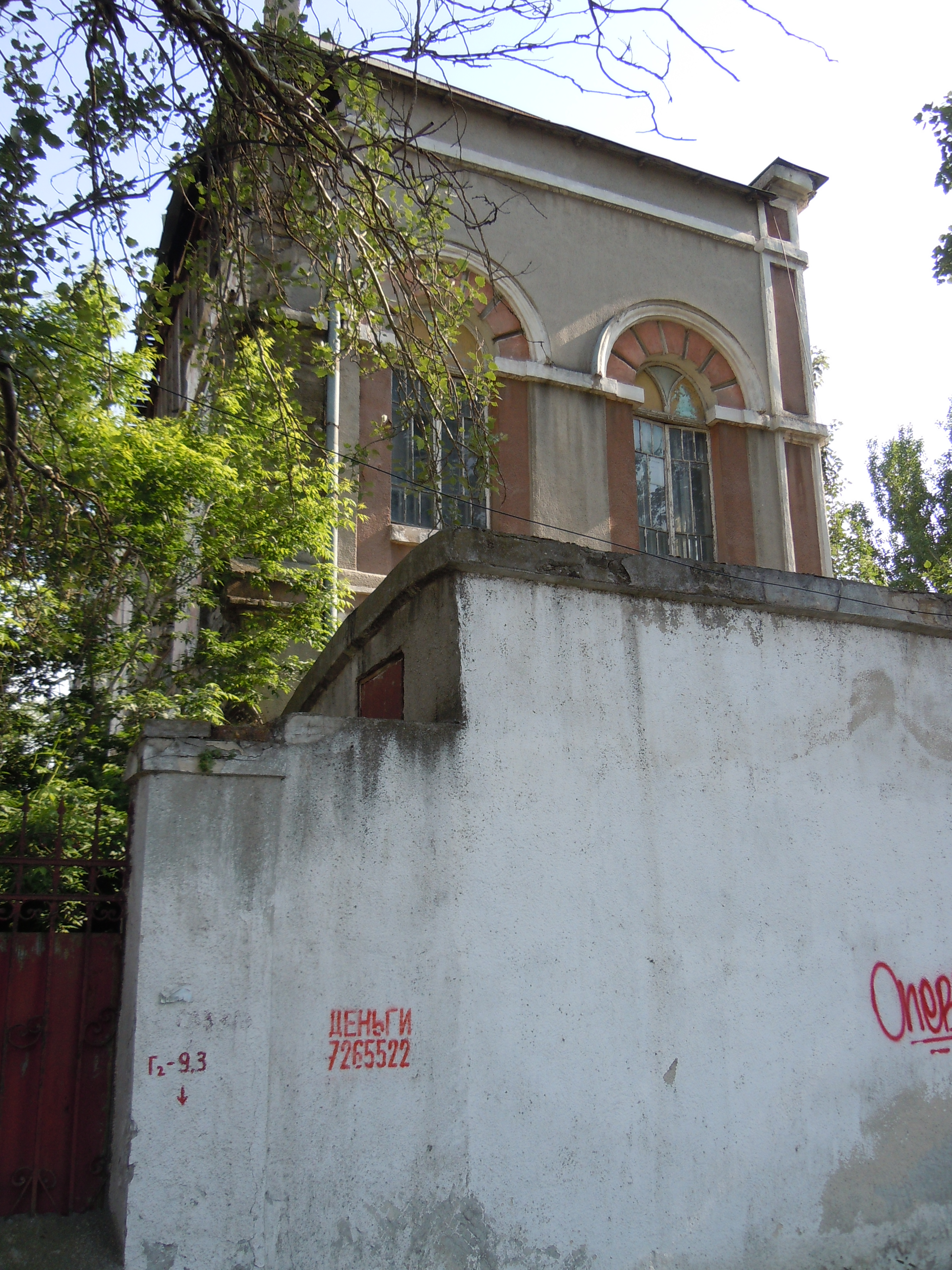